# سیارک ۲۲۵۵۴
سیارک ۲۲۵۵۴ (به انگلیسی: 22554 Shoshanatell، نامگذاری:1998FC118) بیست و دو هزار و پانصد و پنجاه و چهارمین سیارک کشف شده‌است که در ۳۱ مارس ۱۹۹۸ کشف شد.
قدر مطلق سیارک برابر ۱۴.۱ است.